# Jamtli

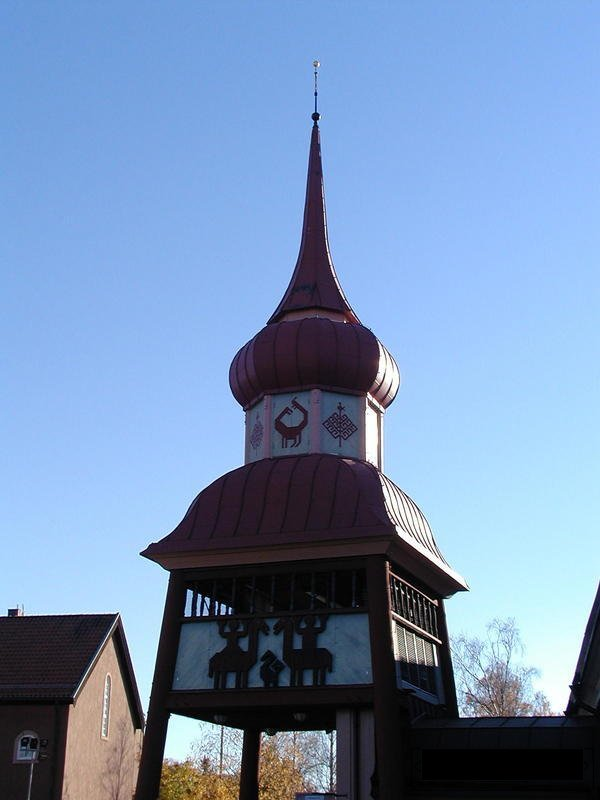
Entrada al museo Jamtli al aire libre

Jamtli es el nombre del museo regional de la provincia de Jämtland de Östersund, en Suecia central. Consta de un museo interior y un amplio museo al aire libre con granjas y casas de diversas épocas. Éste fue fundado en 1912. Jamtli muestra la historia de las comarcas de Jämtland y Härjedalen. Es un museo muy pedagógico especialmente indicado para los niños, pionero además en Suecia en la escenificación de la historia con actores. El museo alberga los tapices de Överhogdal, que son los mejor conservados de toda la época de los vikingos.